# 艾希瓦尔德 (勃兰登堡州)
艾希瓦尔德（德語：Eichwalde）是德国勃兰登堡州的市镇，隶属于达默-施普雷瓦尔德县。总面积为2.79平方千米，截至2023年12月31日总人口为6,490人。